# El Cristo de la Luz

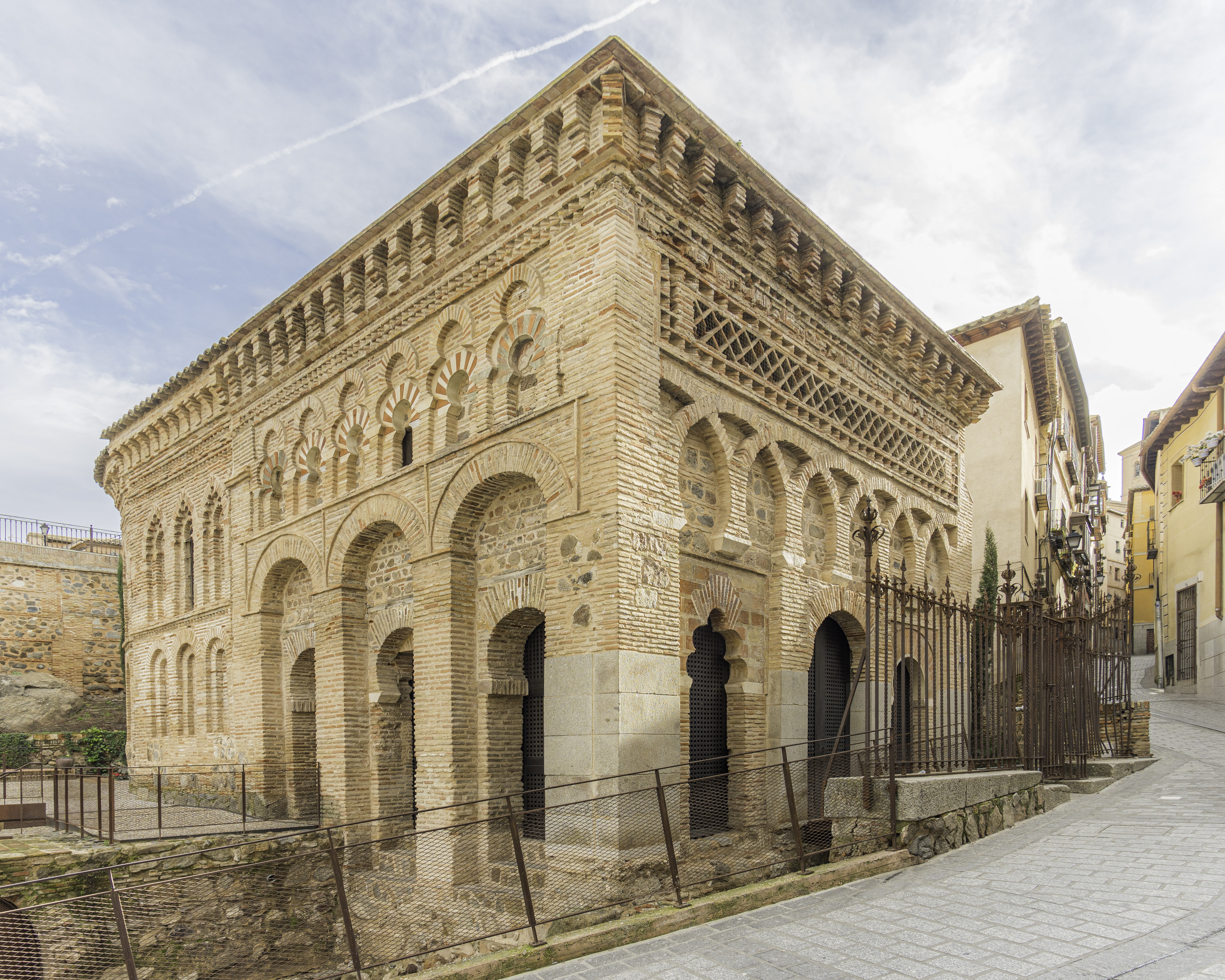
Fassade der ehemaligen Moschee und späteren Kirche 'El Cristo de la Luz'

Die Kirche El Cristo de la Luz in Toledo (Spanien) war ursprünglich eine Moschee mit unbekanntem Namen. Man nennt sie auch Masǧid Bāb al-Mardūm nach dem arabischen Namen des Tores, in dessen Nähe sie steht. Sie ist heute ein Museum.

## Baugeschichte
Die Moschee wurde während der Herrschaft der Mauren errichtet; eine arabische Inschrift aus Stein in einem Fries im oberen Bereich der Fassade nennt den Stifter, den Architekten und ein Baudatum (999/1000). Die Bauzeit dürfte nur etwa ein Jahr betragen haben. Wahrscheinlich schon kurz nach der Eroberung Toledos durch Alfons VI. im Jahr 1085 wurde der Moscheebau in eine Kirche umgewandelt. Im 12. Jahrhundert erhielt diese – unter Entfernung der Mihrab-Nische – eine Erweiterung im Mudejar-Stil; die ehemalige Moschee wurde so zu einer offenen Vorhalle (Narthex).

## Inschrift
„Im Namen Allahs. Ahmad ibn Hadidi ließ diese Moschee auf eigene Kosten und in Erwartung einer Belohnung durch Allah im Paradies erbauen. Das Bauwerk wurde vollendet mit der Hilfe Allahs und unter der Leitung von Musa ibn Ali, Architekt und Sa'ada(?), im Monat Muharram des Jahres 390.“

## Architektur
Die kleine, beinahe kubisch aufgebaute Moschee (Seitenlängen und Höhe betragen jeweils etwa acht Meter) hat einen quadratischen Grundriss. Als Baumaterial wurden jeweils etwa zur Hälfte gebrannte Ziegelsteine und grob behauene Bruchsteine verwendet, die zumeist – nach römischem Vorbild – in horizontalen Bändern angeordnet sind. Ob die Moschee ursprünglich ein Minarett hatte und ob dieses eventuell bei den mittelalterlichen Umbaumaßnahmen abgerissen wurde, ist unklar.

### Fassaden
Die linke Seite der Hauptfassade ist etwas breiter als die rechte, deren Breite jedoch optisch durch einen – durchgängig aus Ziegelsteinen gemauerten – Strebepfeiler ausgeglichen wird. Der untere Teil der Fassade ist vollkommen dekorlos; in ihm befinden sich drei – unterschiedlich gestaltete – Portale, von denen das mittlere höher ist als die beiden seitlichen, so dass die Optik der gesamten Portalzone an einen römischen Triumphbogen erinnert. Der Bogen des linken Portals besteht aus Ziegelsteinen und zeigt einen leicht gestreckten Fünfpass; der Rundbogen des rechten Portals besteht dagegen aus Naturstein. Der Mittelteil der Fassade wird von Blendarkaden mit überschneidenden Hufeisenbögen aus Ziegelsteinen gebildet, die auf vorkragenden Natursteinkonsolen aufsitzen. Oben findet sich ein quergelagertes Feld mit einem Rautendekor (sebka), welches von einem Zackenband eingerahmt wird; darüber befindet sich das o. g. Inschriftband. Die umlaufenden Konsolen unterhalb der Traufe bestehen ausnahmslos aus Ziegelstein.
Die Portalzone der Nordfassade zeigt drei gleich hohe Hufeisenbögen, die jeweils von halbrunden Blendbögen überfangen werden. Darüber befinden sich sechs Blendfenster mit rot-weißem Steinwechsel in der Art der Mezquita de Córdoba. Die Südfassade ist geschlossen und zeigt alternierende Ziegel- und Bruchsteinstreifen.

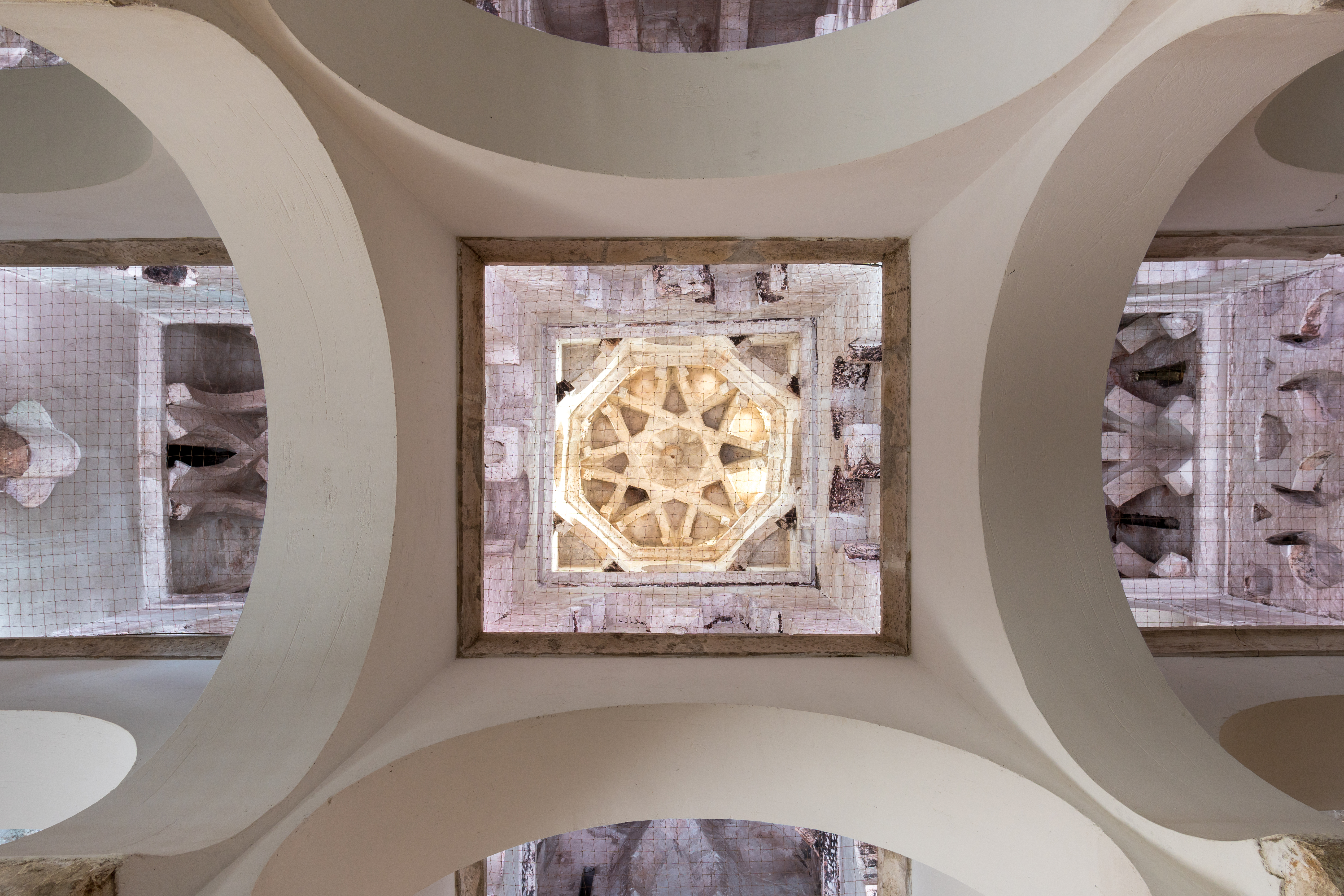
Überschneidende Bögen im Mitteljoch

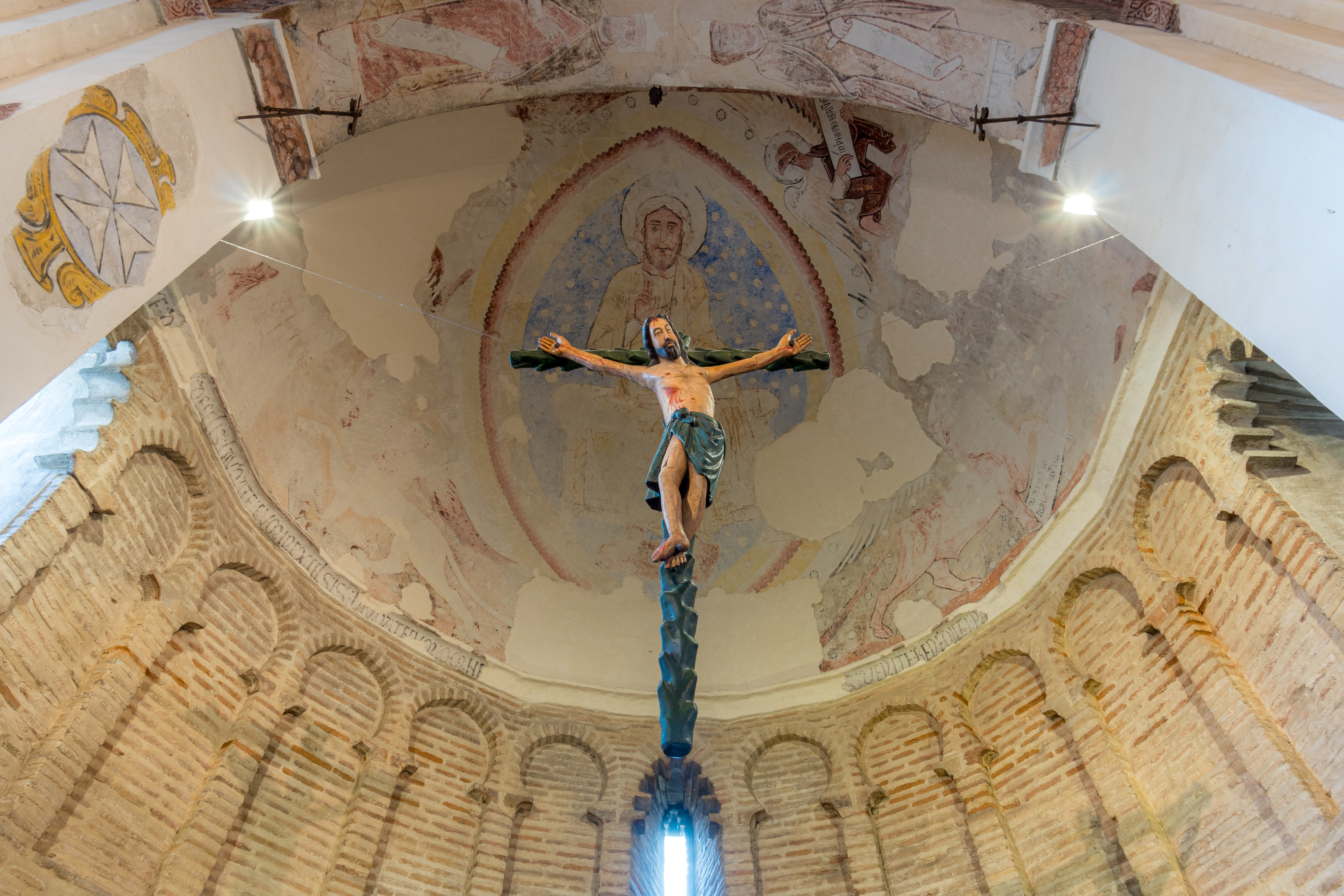
Fresko in der Apsiskalotte mit Christus als Pantokrator

### Inneres
Das Innere des im unteren Bereich steinsichtigen, im oberen Bereich jedoch verputzten und weißgetünchten Bauwerks ist in neun überkuppelte Quadrate aufgeteilt, wobei das mittlere erhöht und durch Fensteröffnungen belichtet ist. Das erhöhte Mitteljoch wird von vier monolithischen Säulen getragen, die – ebenso wie die Kapitelle – von einem römischen oder westgotischen Gebäude (Palast, Villa oder Tempel) stammen und hier als Spolien wiederverwendet wurden. Alle neun Joche haben kleine, unterschiedlich gestaltete Rippenkuppeln aus verputzten Ziegelsteinen, die häufig mit denen in der Moschee von Córdoba verglichen werden.

## Chor und Apsis
Der vergleichsweise große Erweiterungsanbau des Chorbereichs nimmt in etwa dieselbe Grundfläche ein wie der Moscheebau und ist im Innern durch ein Portal und zwei große seitliche Bögen sowohl von diesem abgegrenzt als auch mit diesem verbunden. Er hat eine Sockel- bzw. Fundamentzone aus Bruchsteinen; der eigentliche Baukörper ist jedoch vollständig – wie im Mudéjar-Stil üblich – aus Ziegelsteinen erbaut. Die Apsis ist in ihrem Aufbau zweigeteilt: in der unteren Zone finden sich Blendarkaden mit Rundbögen; die obere Zone zeigt dagegen schlanke gotische Spitzbogenfenster mit Überfangbögen in Form von Neunpässen. Im Innern der Apsis findet sich ein ähnlicher zweigeschossiger Aufbau mit Blendarkaden, deren Hufeisenbögen leicht angespitzt sind.
Die Apsiskalotte zeigt ein stark beschädigtes Pantokrator-Fresko, welches ehemals von den Symbolen der vier Evangelisten umgeben war – ein Adler (für Johannes) ist noch erkennbar. Die Mandorla ist außen farbig abgestuft; ihr Inneres ist als hellblauer Sternenhimmel gestaltet.

## Legende
Der Name der Kirche geht zurück auf eine Legende, der zufolge König Alfons VI. nach der Wiedereroberung (Reconquista) Toledos in den Mauern der Moschee eine hölzerne Christusfigur neben einer brennenden Kerze gefunden habe, die die ganze Zeit der 373 Jahre währenden islamischen Herrschaft über Toledo gebrannt haben soll.

## Bedeutung
Der kleine Moscheebau zeigt sowohl Anleihen aus der römischen (Steinwechsel, Triumphbogenmotiv) als auch aus der westgotischen Architektur (Hufeisenbögen). Andere Dekormotive sind Eigenentwicklungen der arabisch-andalusischen Architektur (überschneidende Bögen, Rippenkuppeln). Dagegen ist das dekorative, aber in seinem Ursprung wahrscheinlich unheilabwehrend (apotropäisch) gemeinte Rautenpaneel im oberen Teil der Fassade sicherlich von uralten Vorstellungen der Berber Marokkos beeinflusst.
In seiner Gesamtheit ist der Bau ein Spiegelbild der wechselvollen Kulturgeschichte Toledos und ganz Spaniens.